# Le Trésor (film, 1923)
Pour les articles homonymes, voir Le Trésor.
Pour plus de détails, voir Fiche technique et Distribution.
Le Trésor (Der Schatz) est un film allemand réalisé par Georg Wilhelm Pabst, sorti en 1923. Il s'agit du premier film réalisé par Pabst.

## Synopsis
Une famille de fondeurs de cloche voit son quotidien perturbé par la rumeur d'un trésor caché au sein de leur maison et l'arrivée d'un travailleur itinérant. L'égoïsme, la méfiance et la cupidité vont alors progressivement s'installer entre les individus. 

## Fiche technique
- Titre original : Der Schatz
- Titre français : Le Trésor
- Réalisation : Georg Wilhelm Pabst
- Scénario : Georg Wilhelm Pabst et Willy Hennings d'après le roman de Rudolph Hans Bartsch
- Photographie : Otto Tober
- Musique : Max Deutsch
- Pays d'origine : République de Weimar
- Format : Noir et blanc - 1,33:1 - Film muet
- Genre : drame
- Durée : 80 minutes
- Date de sortie : 1923

## Distribution
- Albert Steinrück : Svetocar Badalic
- Lucie Mannheim : Beate
- Ilka Grüning : Anna
- Werner Krauss : Svetelenz
- Hans Brausewetter : Arno